# 南昌之屠
南昌之屠指的是明清戰爭期間中國江西省南昌一帶被屠殺的事件。1648年，南明永曆帝命惠國公李成棟率軍援南昌金聲桓。從肇慶到贛州，李成棟軍所過之處，專恣好殺，劫掠百姓，結寨自保的百姓鄉民也被南明軍「輒攻屠之」。1649年金声桓、王得仁「反正」后，进攻赣州失利，回援南昌，被清军长期围困，城中粮尽，出逃百姓皆不分青红皂白为清军屠杀。城破后金声桓、王得仁和守城将士殉国，《江变纪略》作者認為共有二十萬人因戰事而喪生。

## 过程
清军南下时，原是明朝宁南侯左良玉的部将，後来又升至淮徐总兵的金声桓和原闯王李自成旧部王体忠的旗牌官的王得仁二人皆叛明降清，据守九江，后移师南昌，为清军攻占了十三府七十二州县。后来经南明隆武帝旧部策反，两人遂举兵反叛清朝，金氏自封豫国公，王得仁则自称建武侯，仍用隆武四年的年号，拥护永历政权。
1648年3月15日，清朝摄政王多尔衮派正黄旗满洲固山额真（旗主）谭泰为征南大将军亲帅满、汉、蒙兵马从北京赶赴江西，镇压金声桓、王得仁二人。6月3日，王得仁领兵出城迎战南下清军，在七里街被清军击败，只得退回南昌。谭泰乘胜挥军前进，于7月10日包围了南昌，并分兵四出，扫除了外围据点，切断了南昌同其它州县的联系。而当时清兵在围攻南昌城时，其中一路正是渡过赣江，杀入德胜门、经章江门而攻入南昌城的。

### 城破
1649年正月，南昌城破。由于金声桓副将杨国柱私降清军，运来红夷大炮辅助清军攻城。正月十九，清兵全力攻打南昌城。蒙古兵竖云梯登上城墙，中午时分，南昌城终于被攻破。金声桓身中两箭投入帅府荷花池内自尽，王得仁突围至德胜门，杀敌数百，最后被清兵活捉，并被杀于德胜门外。

### 殺戮
清軍攻入南昌时，奸淫掳掠，南昌城遭血洗。清军主帅谭泰为攻南昌城，驱使从附近掠夺来的男女老幼，挖掘壕沟、修筑土城。時天气炎热，督工又一刻不停地催逼，史載導致有約十余万人死亡。死后，清兵又把尸体丢弃在壕沟里，以致臭味传到数十里之外，苍蝇蚊子遮天蔽日。
1648年，南明永历帝命惠国公李成栋率军援南昌金声桓，李成栋奏称：「南雄以下事诸臣任之，庾关以外事臣独任之」，遂率兵20万名出发。從肇慶到赣州，李军所过之处，专恣好杀，劫掠百姓，结寨自保的百姓乡民也被南明軍「辄攻屠之」。